# Tumba de Akbar
La tumba de Akbar o mausoleo de Akbar el Grande es una importante obra maestra de la arquitectura mogol de la India, construida en 1605-1613, en un recinto cerrado y ajardinado que ocupa 48 ha en Sikandra —un suburbio de la ciudad de Agra en la carretera de Mathura  (NH2), a unos 8 km al NNO— en el estado de Uttar Pradesh. A aproximadamente 1 km, se encuentra otra tumba mogol, la tumba de Mariam, la esposa de Akbar y madre de Jahangir.

## Historia

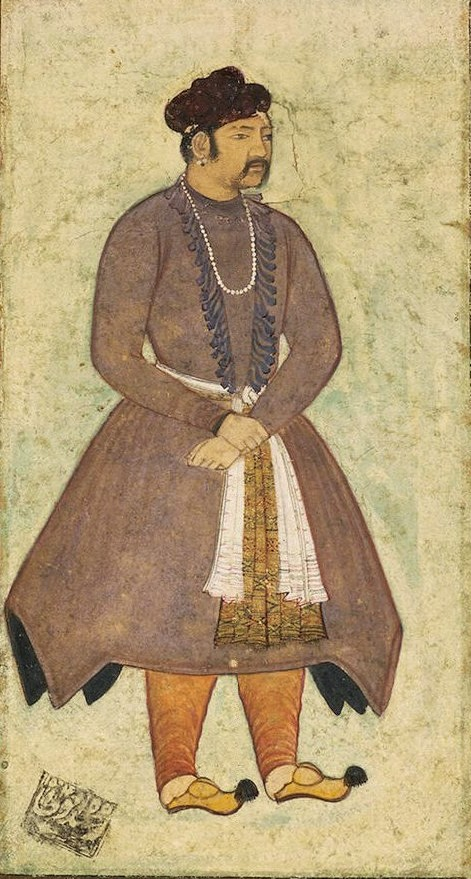
Akbar el Grande

El tercer emperador mogol, Akbar el Grande (1542-1605), que reinó en 1556-1605, inició  su construcción en torno a 1600, según la tradición tártara de comenzar la construcción de la propia tumba en vida. Akbar mismo seleccionó un lugar adecuado para ello, aprobó el proyecto y comenzó las obras en 1605, aunque al poco falleció. No es posible saber como pensaba hacerla, ya que después de su muerte, su hijo Jahangir en una visita que hizo a las obras ordenó demoler lo construido y parece que solo conservó el plinto. Terminó la construcción en 1613, según acredita una inscripción en el monumento.
Akbar fue uno de los emperadores más grandes en la historia de la India. Sin embargo, durante el reinado de su bisnieto, el último gran emperador  Aurangzeb, los jats rebeldes bajo el liderazgo de Raja Ram Jat, saquearon la intrincada tumba, robaron todo lo valioso, oro, joyas, plata y alfombras, mientras destruían otras cosas. Incluso, con el fin de vengar la muerte de su padre Gokula, profanó la propia tumba de Akbar, arrastró sus huesos y los quemó. Posteriormente fue condenado a muerte por Aurangzeb. El vecino Taj Mahal también fue saqueado, y dos de las puertas de Agra fueron robadas.[cita requerida]
La tumba sufrió mucho, hasta que los británicos, al mando de lord Curzon, llevaron a cabo una gran reparación. 

## Arquitectura

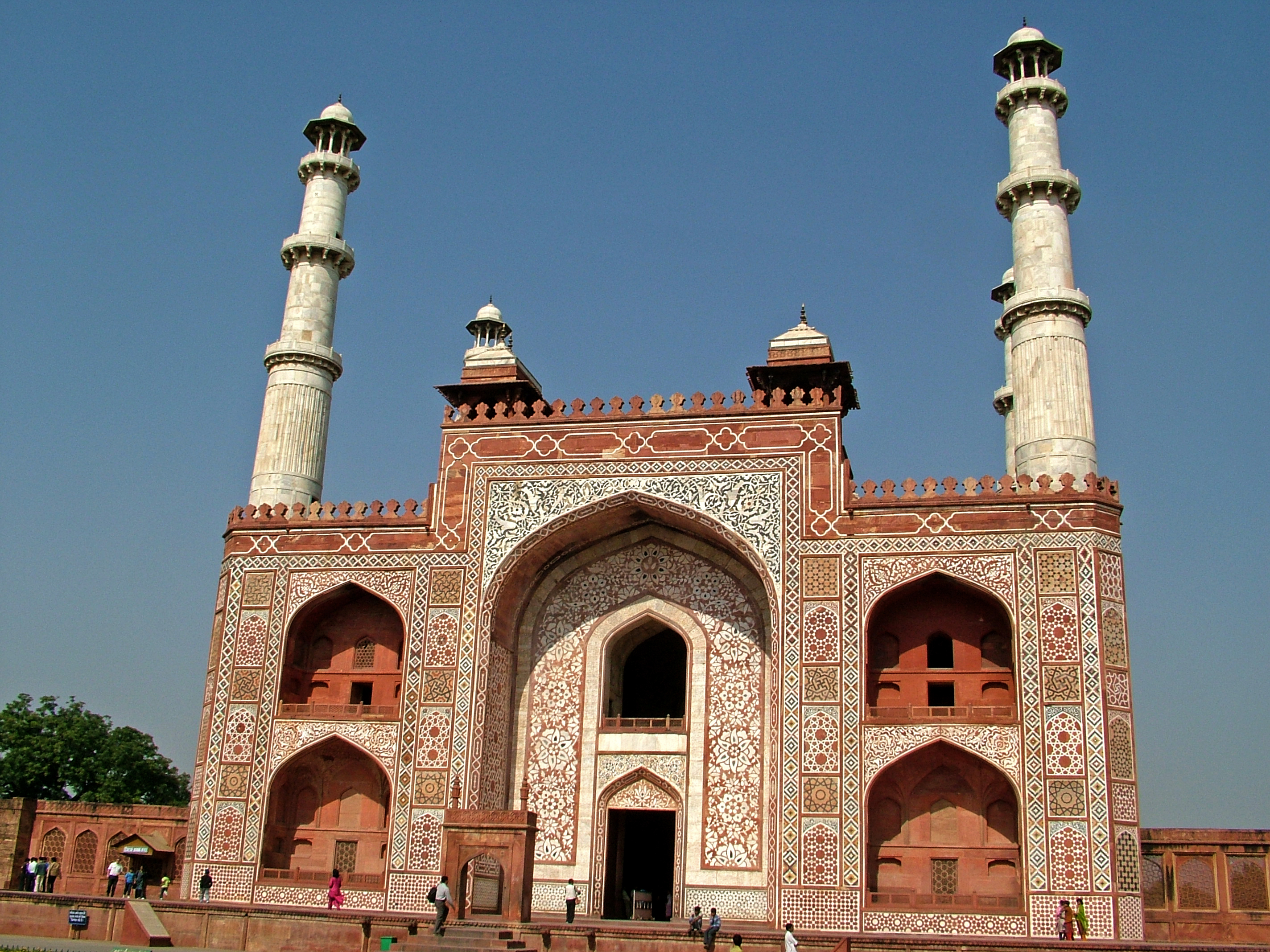
El edificio de acceso al recinto de la tumba de Akbar, visto desde elexterior. construido siguiendo el modelo del Buland Darwaza en Fatehpur Sikri, la ciudad que Akbar había fundado.

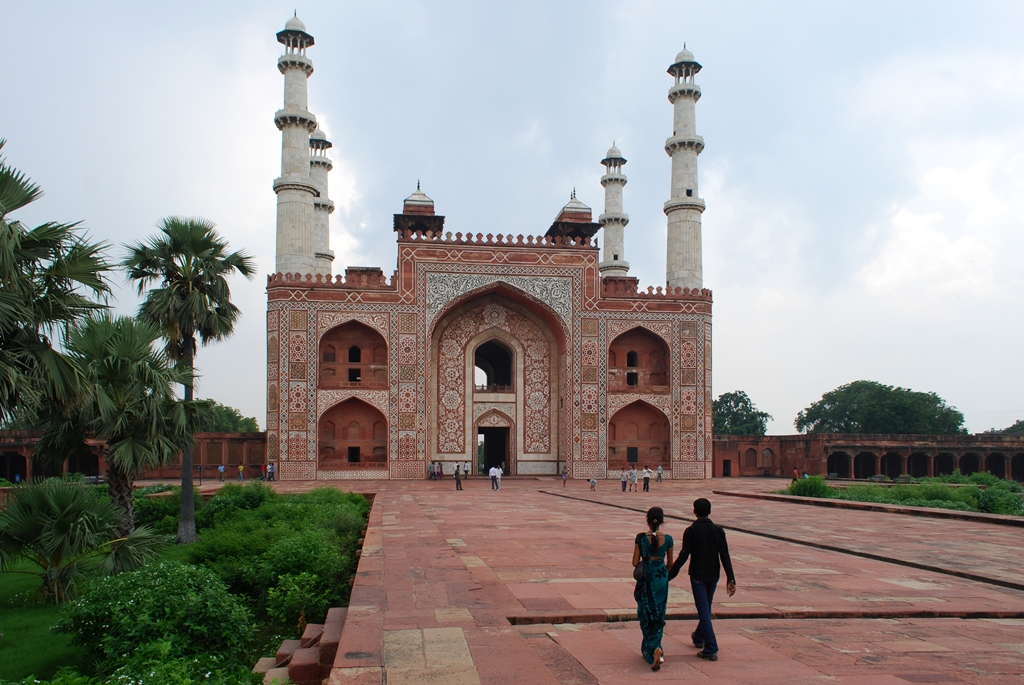
El mismo edificio desde el interior del recinto, con una fachada idéntica.

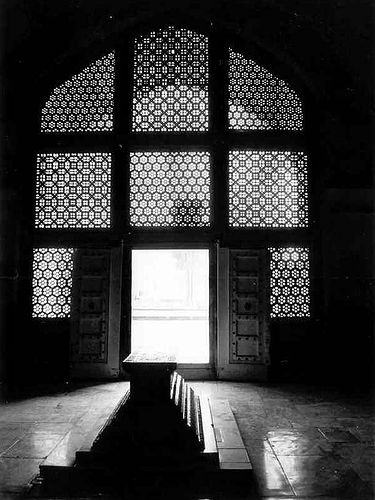
Cenotafio de Akbar en el mausoleo, la verdadera tumba como es tradición está en el sótano

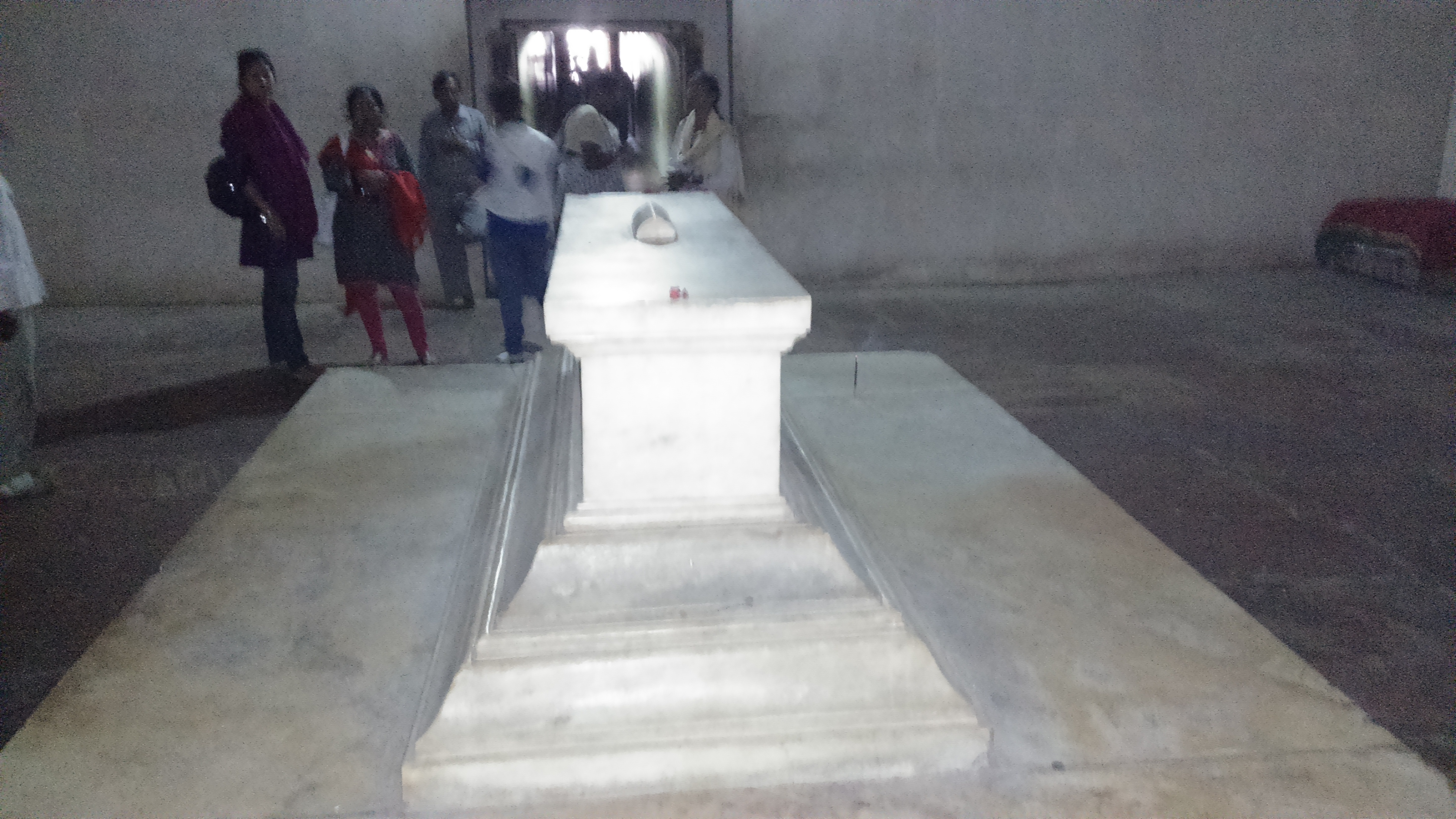
Tumba de Akbar

El conjunto sigue una disposición iniciada por la tumba de Humayun, su padre, y que luego será habitual, la disposición del mausoleo en un gran jardín del tipo chahar bagh. Es un jardín cuadripartito de unos 750 m de lado totalmente cerrado que está dividido en cuatro por dos ejes perpendiculares que parten de los puntos medios de los lados enfrentados, donde se disponen las entradas. En este caso la puerta sur es la más grande y el punto normal de acceso al recinto, realzada con un gran edificio sobre un plinto de piedra arenisca roja. De planta casi cuadrada, su frente es simétrico, organizado en tres partes, con un gran iwan central, más alto que los laterales que tienen a cada lado otros dos iwanes, más pequeños, dispuestos en dos plantas. La fachada opuesta, ya en el interior del recinto, en este caso la norte, tiene idéntica disposición; las fachadas laterales se organizan en dos plantas con tres huecos similares en cada una de ellas e iguales a los huecos laterales de las fachadas principales. La parte central, un poco más alta, está rematada con cuatro chhatris de arenisca roja con remates de mármol blanco; y en las esquinas del cuerpo principal, algo más bajas, se disponen otros cuatro altos minaretes totalmente de mármol blanco que están rematados por pequeños chhatris que son similares —y anteriores— a los del Taj Mahal. Estos cuatro minaretes limitando el monumento son una innovación para el mundo mogol, incluso si se conocían ya en el Decán en una puerta que presentaba esa misma organización. 
Una vez en el jardín, aparece en el centro el gran edificio de la tumba, una pirámide escalonada de cinco plantas a la que se llega desde los cuatro lados por unas amplias vías pavimentadas con un pequeño canal central por el que refresca el agua. El jardín y tuma son metáforas del Paraíso, que acoge toda la vida, como acreditan las pequeñas gacelas que corretean por él
El mausoleo tiene planta en hasht bihisht —en persa,  'ocho paraísos'— una planta cuadrada de unos 104 m de lado organizada en ocho espacios en torno a otro noveno central.  La primera planta, en piedra arenisca roja, hace las labores de gran zócalo en el que se dispone en el centro de cada fachada un portal o iwan, delante de los que hay cuatro pequeños estanques. Se accede solamente a través del portal sur, ya que los otros tres no se abren. Esta fachada, también simétrica y tripartita,  tiene un pishtak central, rematado con un único y delicado chhatri de mármol blanco; a ambos lados se abren cinco arcos apuntados, que permiten acceder a una galería porticada que bordea todo el perímetro del edificio. Esta base está rematada en las esquinas por cuatro chakris octogonales de arenisca roja.
El interior del edificio está organizado en cuatro niveles en torno a espacios hipóstilos, al igual que en el Panj Mahal de Fatehpur Sikri. El último nivel, también en mármol blanco, está constituido por un patio abierto con ventanas con celosías perforadas en el mármol y coronado por cuatro chhatris, en que se dispone el cenotafio, presentado a cielo abierto. Algunos investigadores creen que se habría planeado cubrirlo con una cúpula, pero ello no es seguro ya que el cenotafio de Babur también estaba descubierto. Este cenotafio es una falsa tumba, ya que la verdadera tumba, al igual que en otros mausoleos, está en el suelo justo debajo.
Los edificios están construidos principalmente con piedra arenisca de color rojo oscuro, enriquecida con elementos de mármol blanco. Paneles decorados con incrustaciones de estos materiales y de una pizarra negra, una técnica conocida como pietra dura,  adornan el mausoleo y la puerta de entrada principal. Los diseños de los paneles son geométricos, florales y caligráficos, y prefiguran los diseños más complejos y sutiles incorporados más tarde en el mausoleo de Itimad-Ud-Daulah.

## Galería de detalles arquitectónicos

Detalles
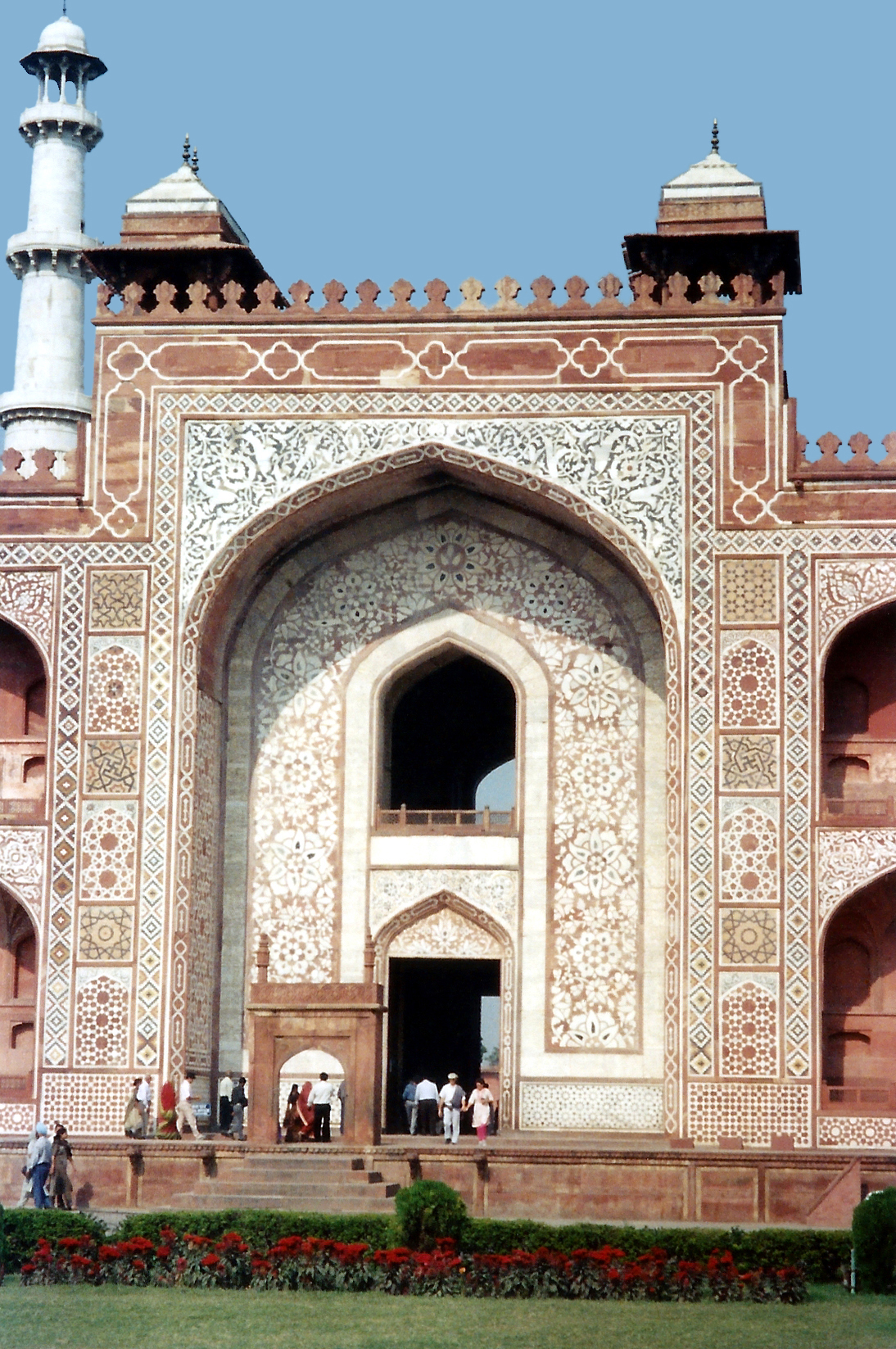
Fachada de la entrada sur
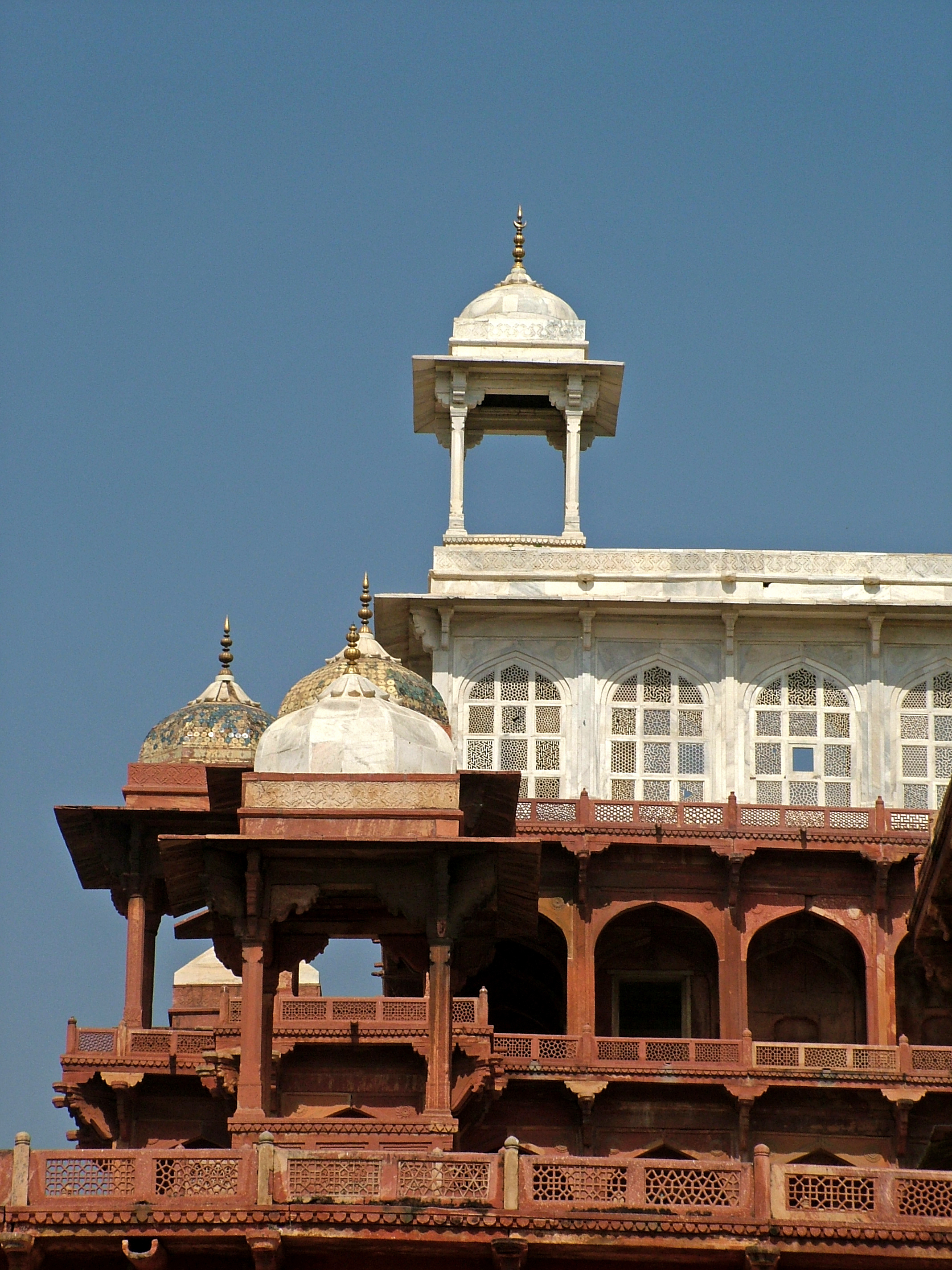
Detalle de una esquina del edificio principal
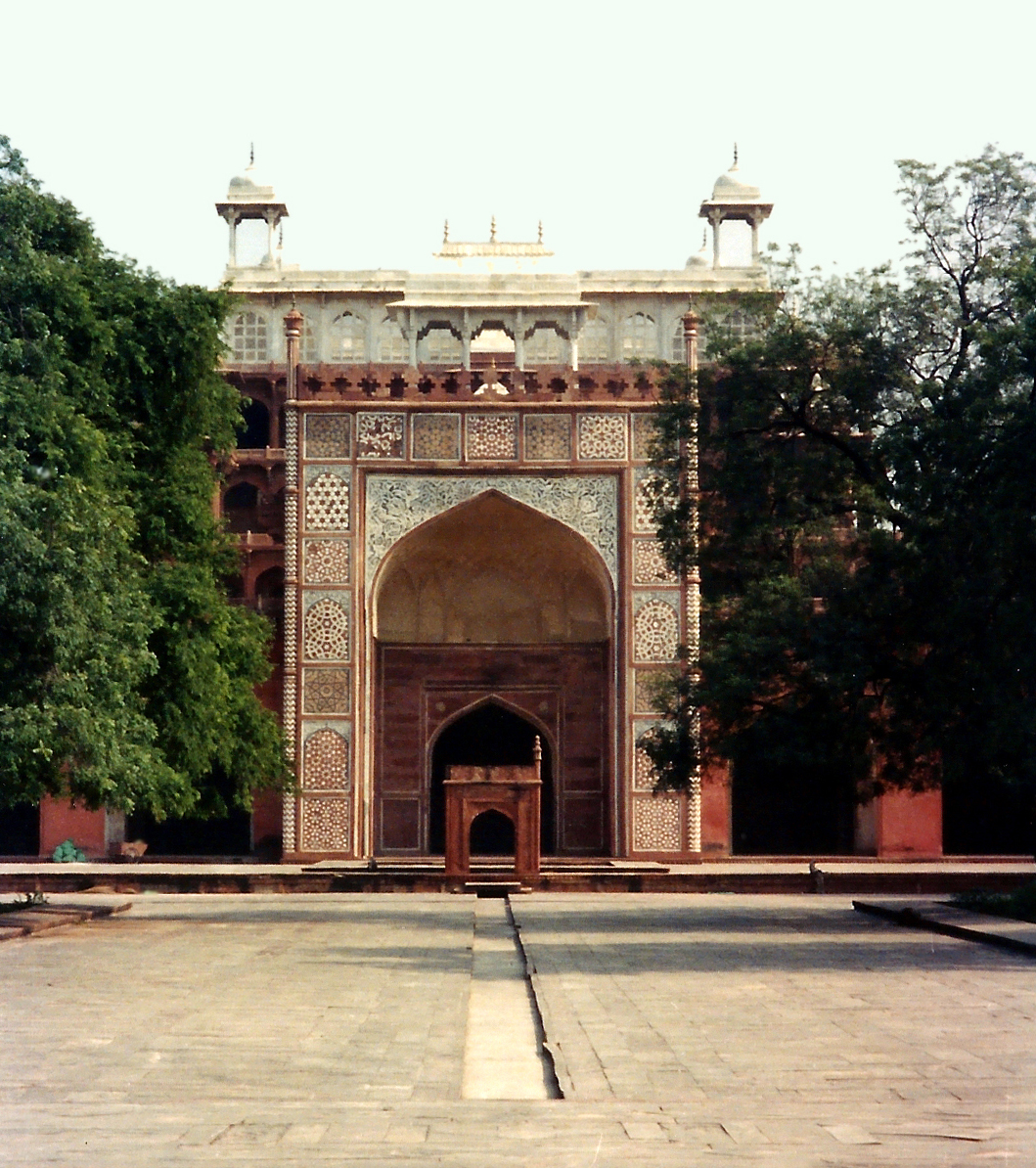
Iwan oeste
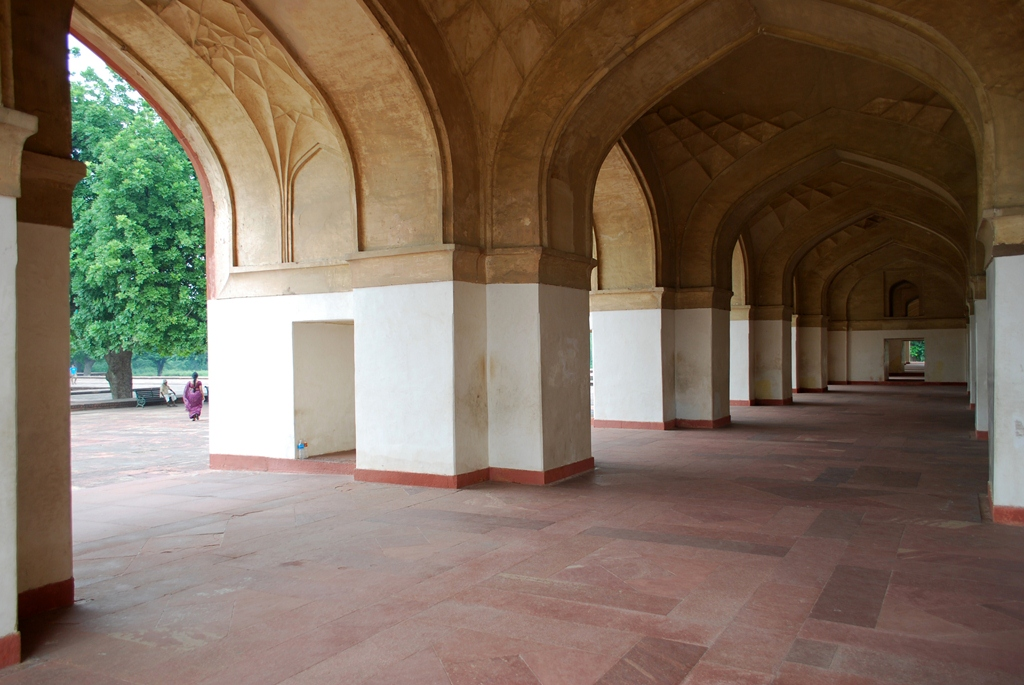
Galería perimetral que recorre la base del edificio principal

Otros
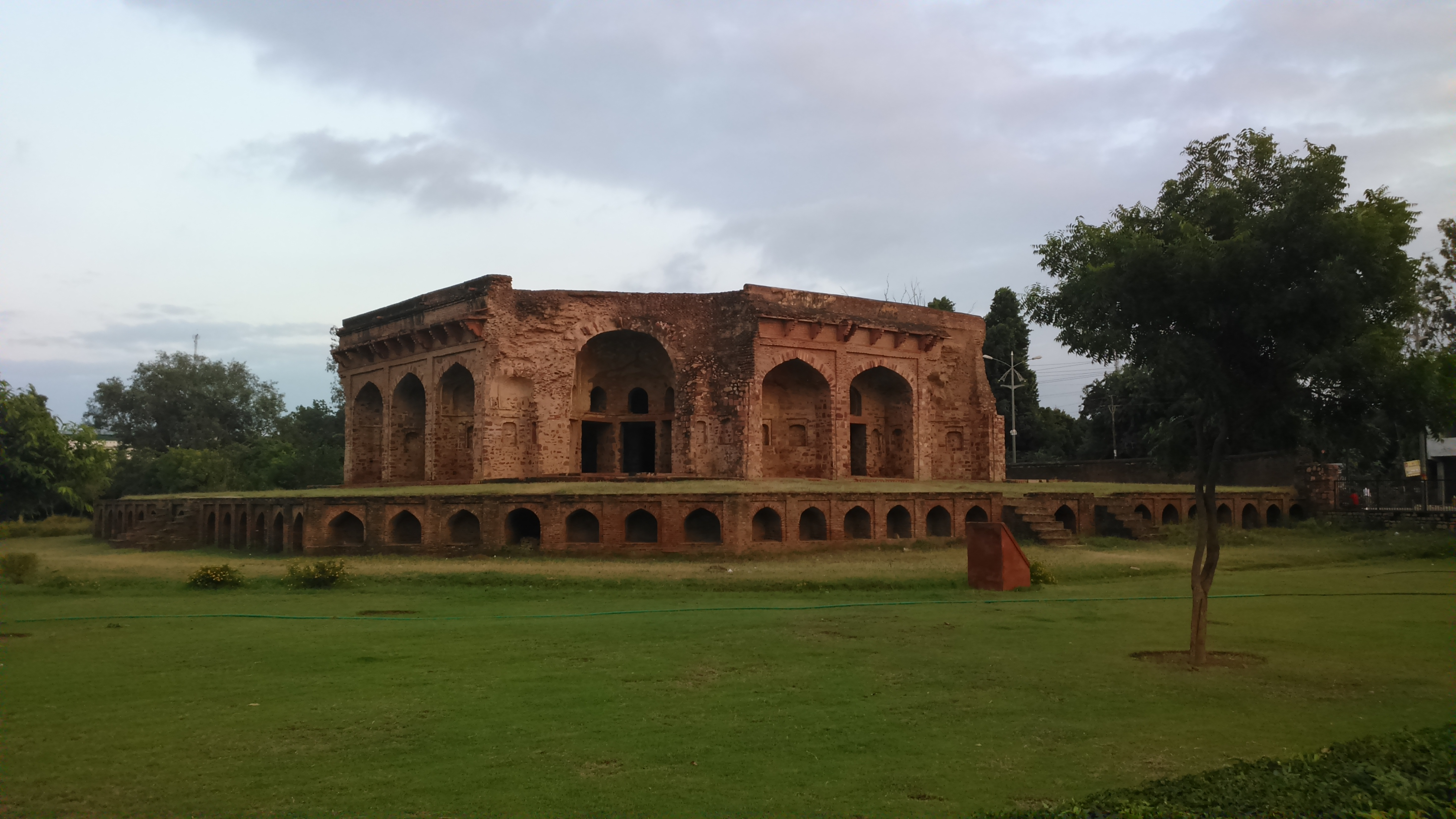
Una tumba desconocida de la dinastía Lodi, en el complejo de la tumba de Akbar
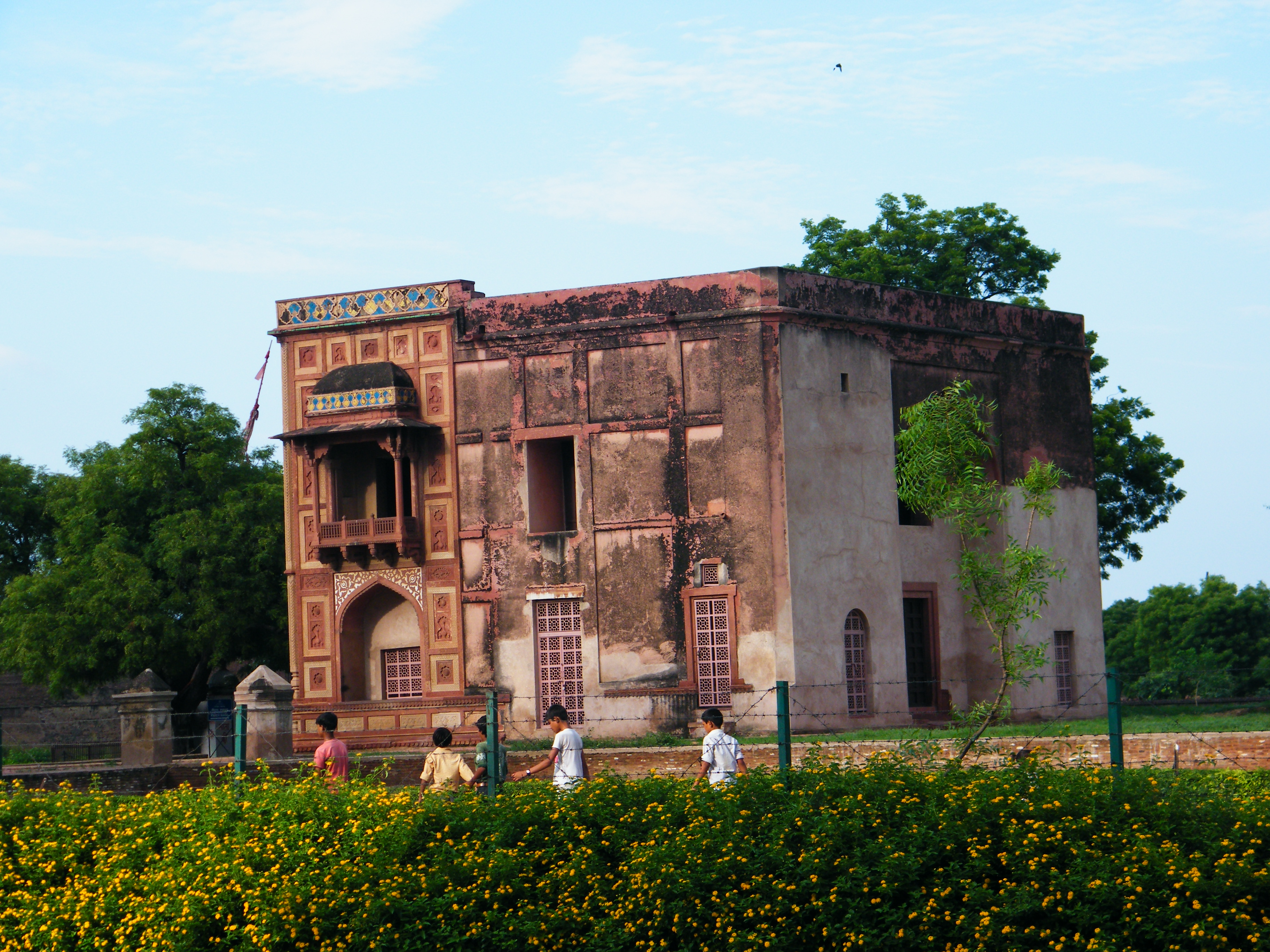
Kanch Mahal, construida por Jehangir, como harem y más tarde usado como pabellón de caza
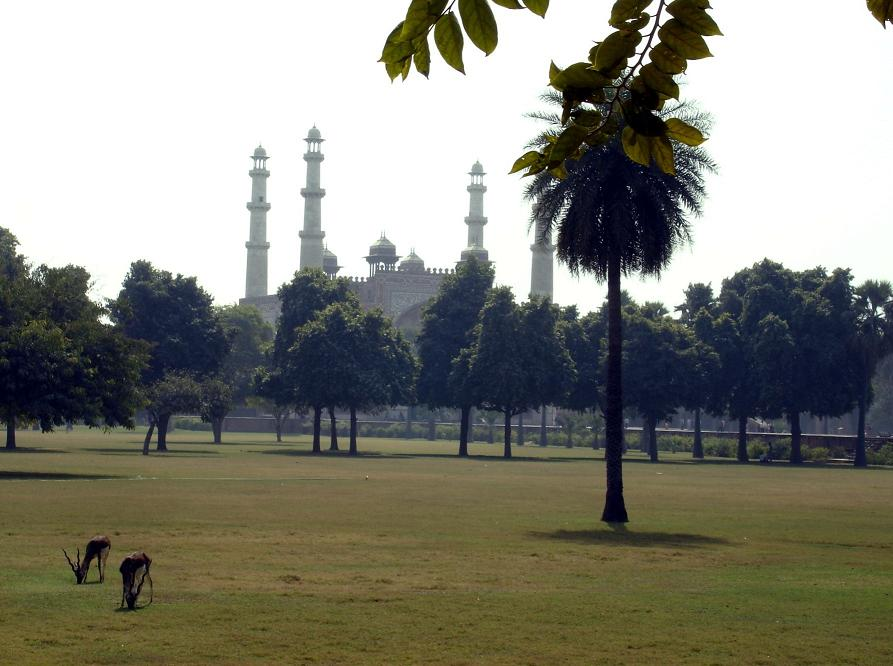
Gacelas en el jardín
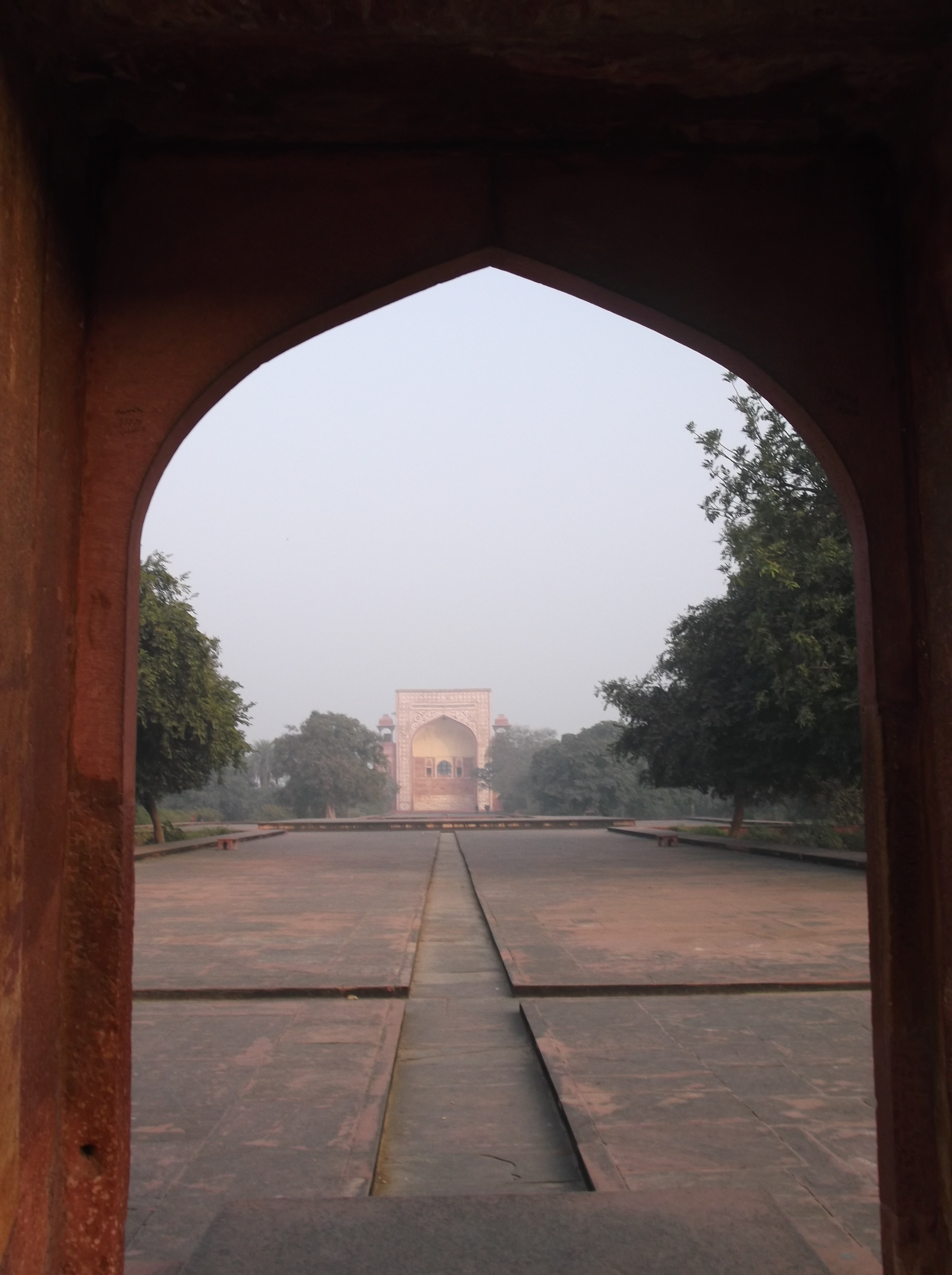
Otra de las cuatro entradas al recinto

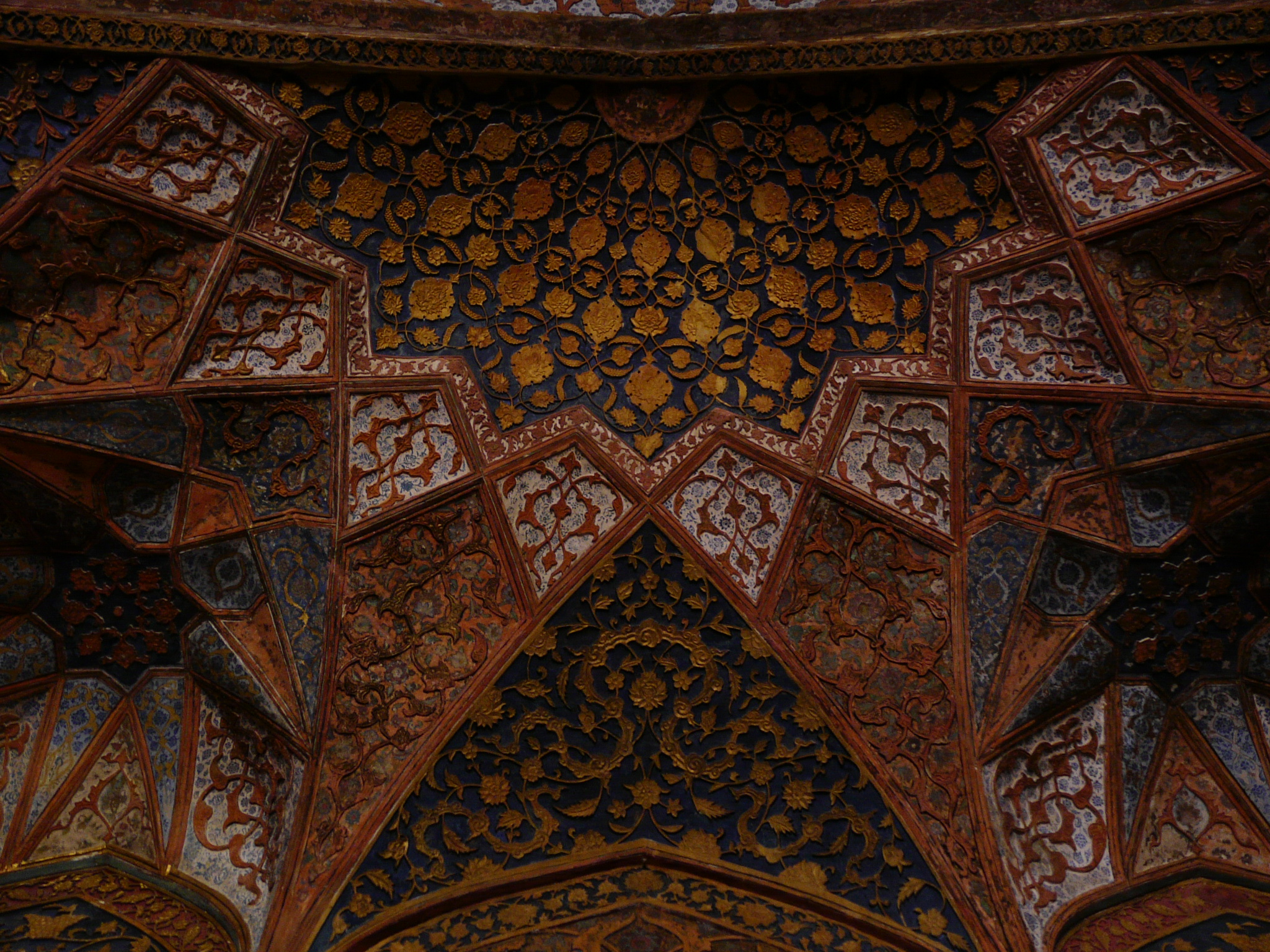
Techo de la tumba
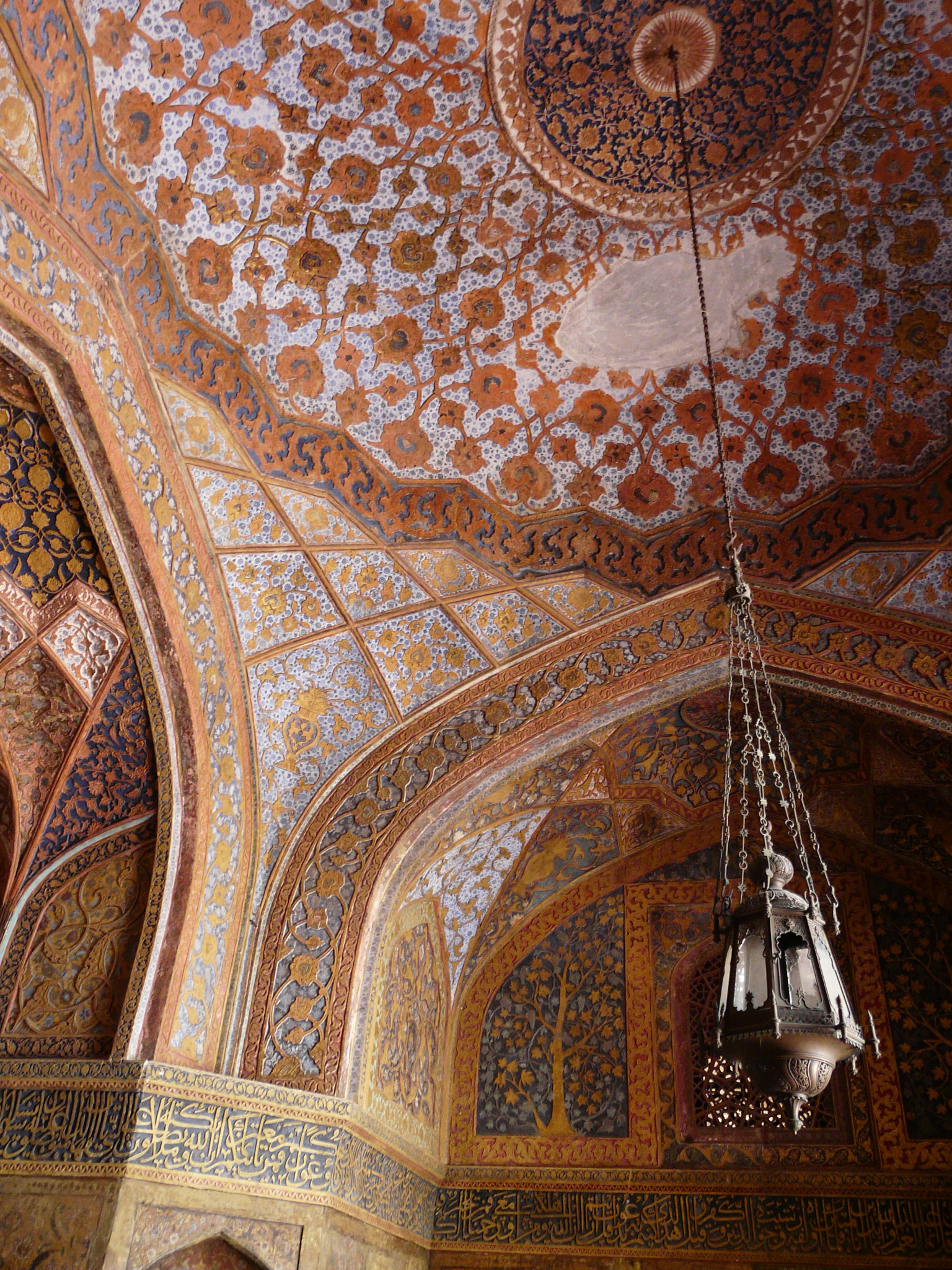
Detalles de los techos de la tumba
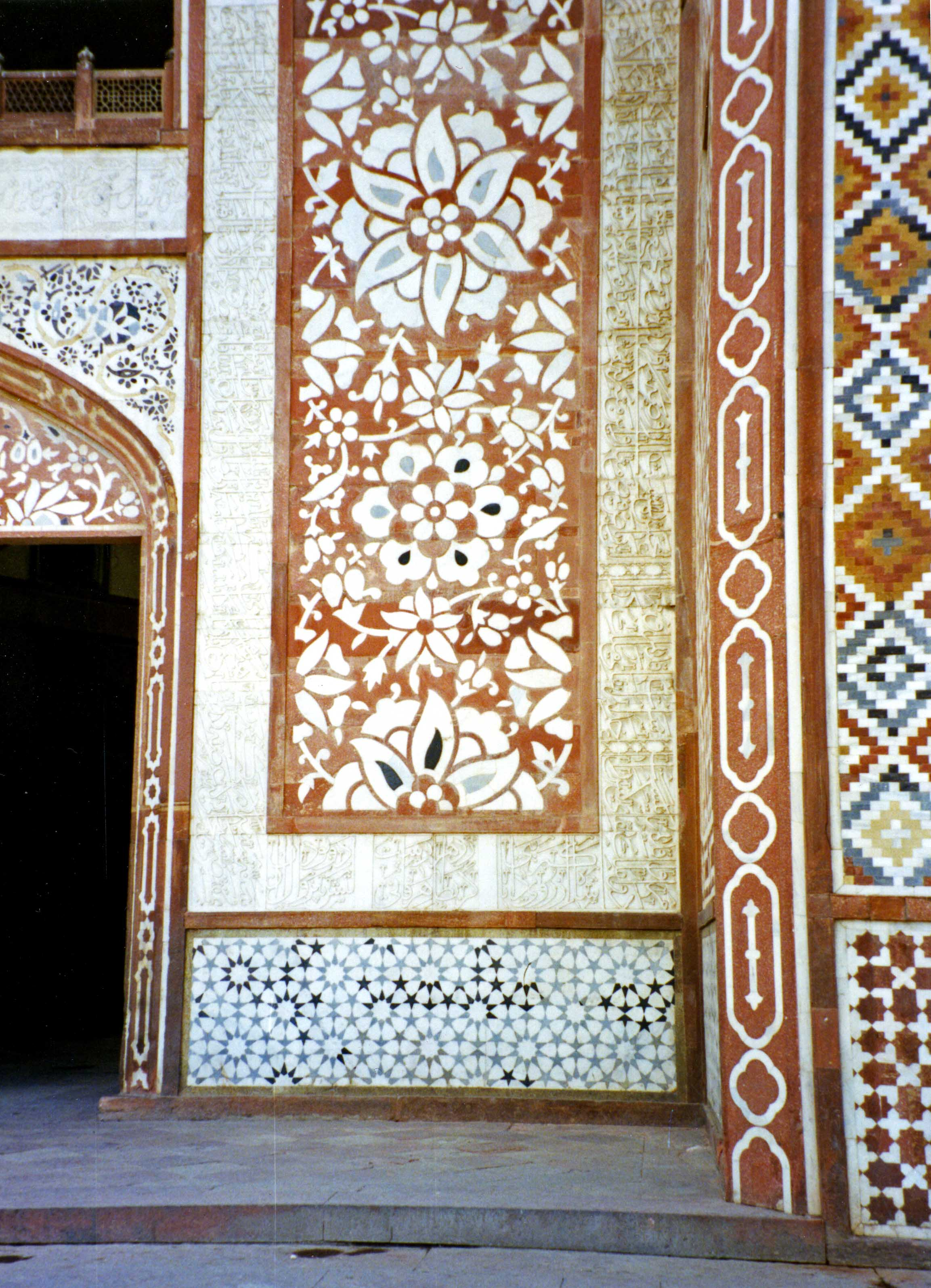
Paneles con incrustaciones de la puerta Sur
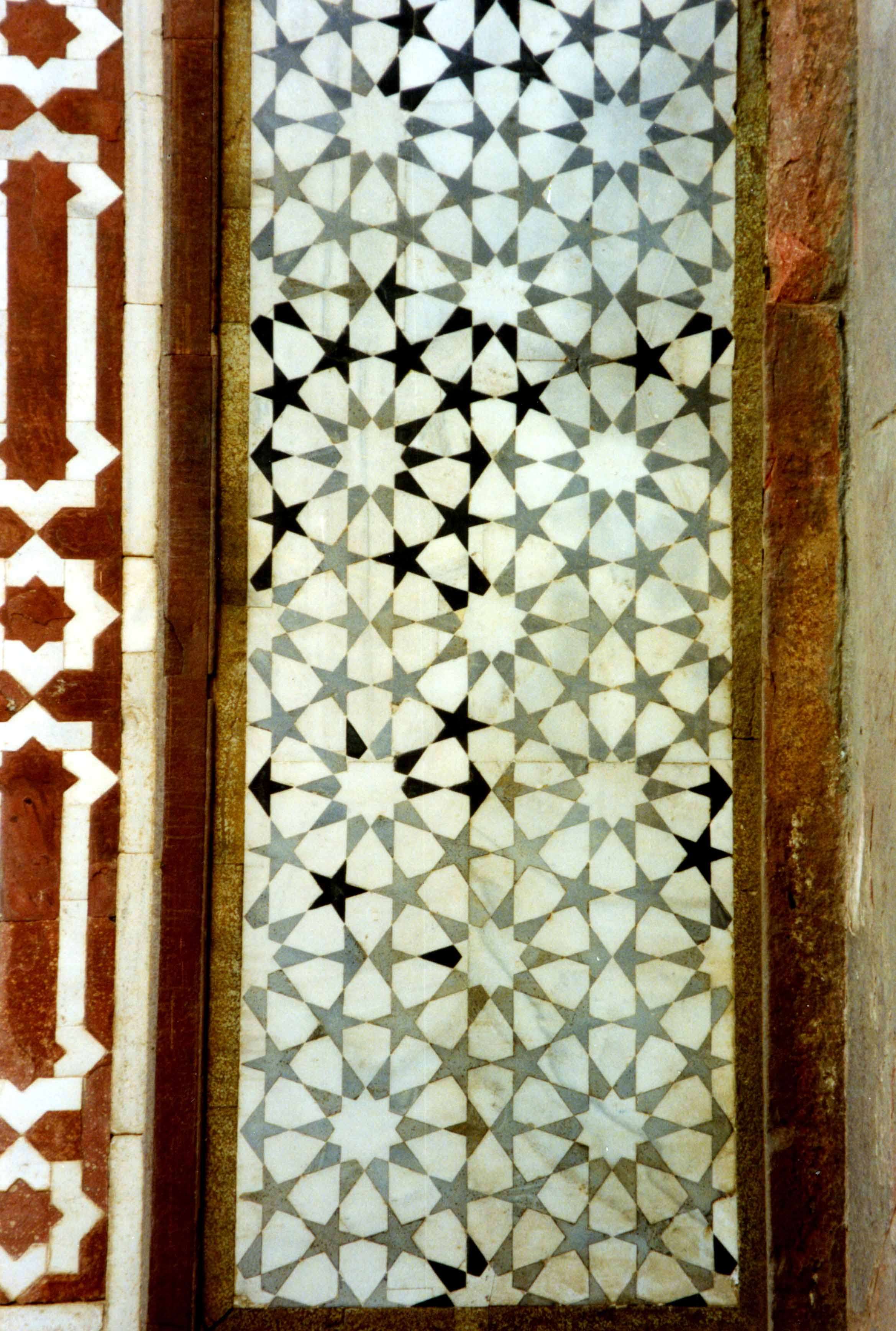
Detalles de las incrustaciones
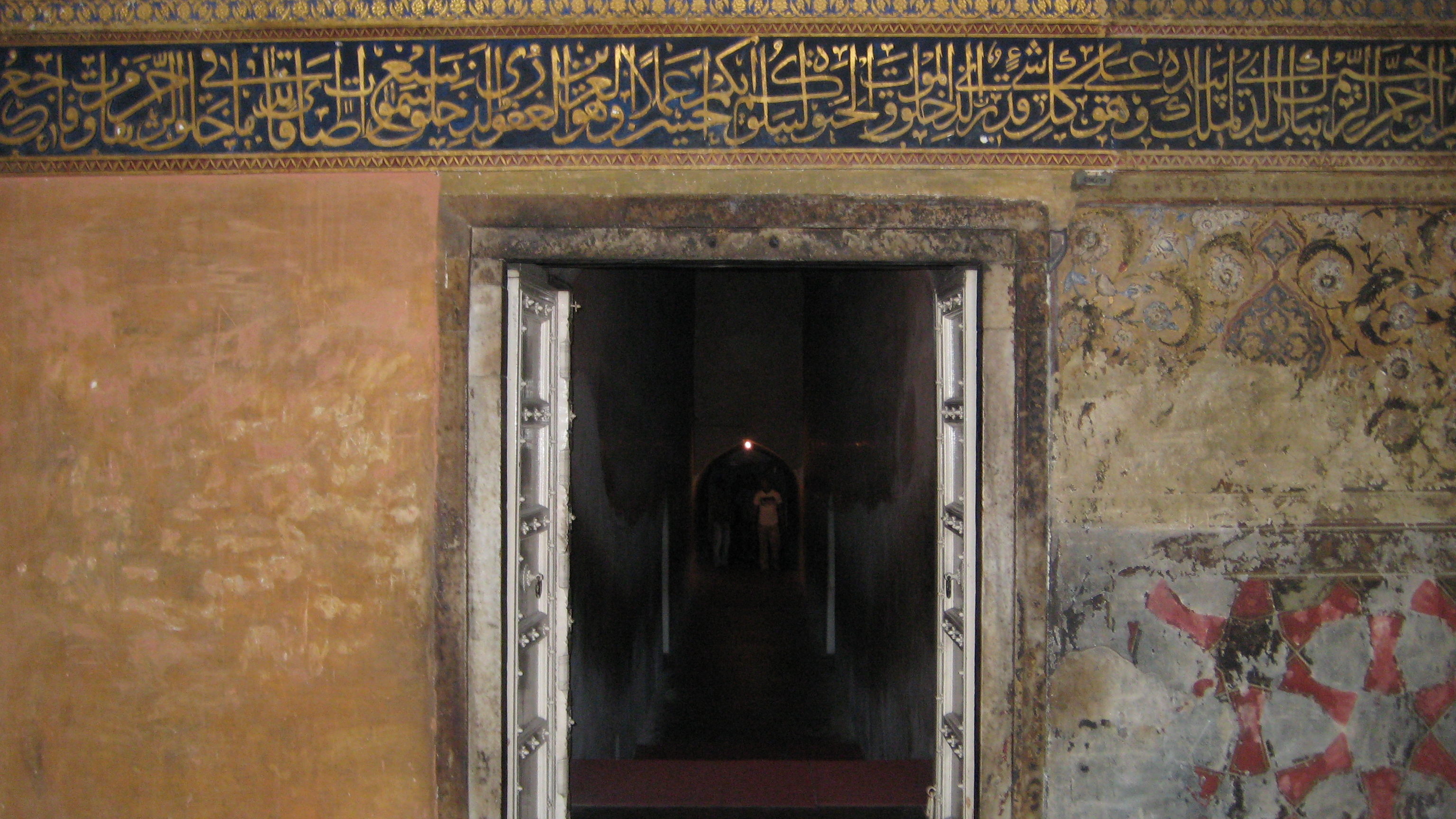
Caligrafía sobre la entrada a la cámara de enterramiento principal